# Canton de Vescovato
Le canton de Vescovato est une ancienne division administrative française, située dans le département de la Haute-Corse et la collectivité territoriale de Corse.

## Géographie

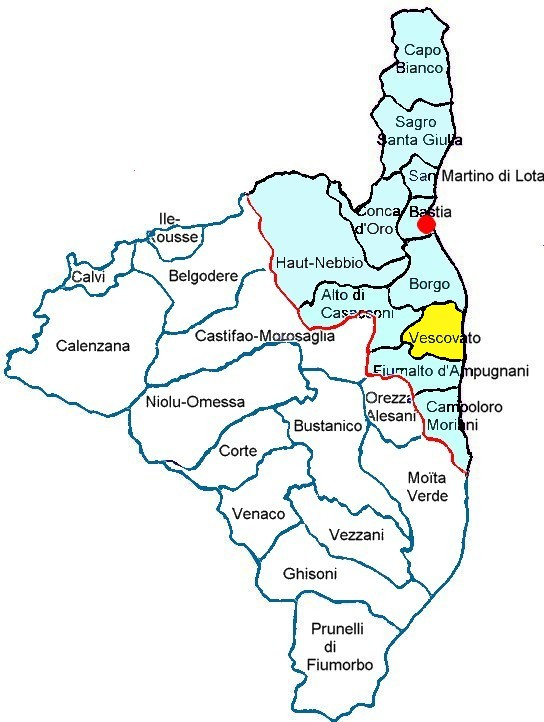
Localisation du canton de Vescovato (en jaune) dans l'arrondissement de Bastia.

Ce canton était organisé autour de Vescovato dans l'arrondissement de Bastia puis de Corte. Son altitude variait de 0 m pour Castellare-di-Casinca à 1 218 m pour Loreto-di-Casinca, avec une moyenne de 326 m.

## Histoire
Le 1er janvier 2010, le canton, ainsi que trois autres, est retiré de l'arrondissement de Bastia et est rattaché à celui de Corte.
Il est supprimé par le décret du 26 février 2014, à compter des élections départementales de mars 2015. Il est englobé dans le canton de Casinca-Fiumalto.

## Administration

### Conseillers généraux de 1833 à 2015
| Période      | Période      | Identité                                   | Étiquette                 | Qualité |
| ------------ | ------------ | ------------------------------------------ | ------------------------- | --- |
| 1833         | 1848         | Jean-Sébastien de Buttafoco                |                           | Contrôleur principal des contributions directes à Bastia                                                                                             |
| 1848         | 1867         | Comte François Xavier Joseph de Casabianca | Bonapartiste              | Premier avocat général à la Cour Impériale de Bastia Député (1848-1851 et 1876-1877) Sénateur (1852-1870)                                            |
| 1867         | 1871         | Don Louis Luigi                            |                           | Médecin |
| 1871         | 1877         | Léonard Limperani                          | Républicain Centre gauche | Avocat, Président du Conseil général Député (1871-1876) Nommé Conseiller à la Cour de Bastia en 1876                                                 |
| 1877         | 1889         | Étienne Petrignani                         | Républicain               | Avocat |
| 1889         | 1895         | Louis Luiggi                               | Républicain               | Propriétaire - Maire de Loreto-di-Casinca (1871-1879 et 1880-1887)                                                                                   |
| 1895         | 1896         | Hyacinthe Jean-Pierre Gavini               | Républicain               | Notaire à Loreto-di-Casinca |
| 1896         | 1901         | Charles Félix de Buttafoco                 | Républicain               | Propriétaire à Vescovato |
| 1901         | 1913         | Hyacinthe J.P. Gavini (1856-1940)          | Républicain gaviniste     | Notaire à Loreto-di-Casinca puis juge de paix à La Porta                                                                                             |
| 1913         | 1919         | Joseph Luce de Casabianca                  | RG                        | Propriétaire à Venzolasca Ancien député (1893-1898)                                                                                                  |
| 1919         | 1925         | Simon-Louis Gavini                         | PRS                       | Notaire Maire de Loreto-di-Casinca |
| 1925         | 1937         | Pierre François de Casabianca              | RG                        | Président du Conseil général (1930-1931) |
| 1937         | 1940         | Pierre Giamarchi                           | Rad.                      | Maire de Penta-di-Casinca (1935-1943) |
|              |              |                                            |                           | |
| 1945         | 1950 (décès) | Pierre Giamarchi                           | Rad.                      | Ancien maire de Penta-di-Casinca |
| 25 juin 1950 | 1976         | Jean Filippi                               | Rad. puis MRG             | Inspecteur des Finances - Sénateur (1955-1980) Secrétaire d'État (1956-1957)                                                                         |
| 1976         | 1982         | Saül Orlanducci (1913-1997)                | UDF                       | Militaire, Vescovato |
| 1982         | 2015         | Joseph Castelli                            | PCF puis PRG              | Maire de Penta-di-Casinca de 1983 à 2010 Suppléant du député Paul Giacobbi (2002-2007) Président du Conseil général (2010-2014) Sénateur (2014-2020) |

### Conseillers d'arrondissement (de 1833 à 1940)
| Période                                  | Période    | Identité                          | Étiquette | Qualité |
| ---------------------------------------- | ---------- | --------------------------------- | --------- | --- |
| 1833                                     |            | Stefano Petrignani                |           | Propriétaire à Venzolasca, maire en 1841                                                                    |
|                                          |            |                                   |           | |
| 1852                                     | 1861       | Eugène Saliceti                   |           | Propriétaire à Loreto-di-Casinca                                                                            |
| 1861                                     |            | Pierre de Buttafoco               |           | Maire de Vescovato                                                                                          |
|                                          |            |                                   |           | |
| avant 1877                               | après 1882 | Pierre-Dominique Maschetti        |           | Propriétaire, maire de Castellare-di-Casinca                                                                |
|                                          |            |                                   |           | |
| 1892                                     | 1898       | Vincent Benedetti                 |           | |
| 1898                                     |            | Louis Philippe Simoni (1842-1910) |           | Greffier de la justice de paix, propriétaire à Vescovato                                                    |
|                                          |            |                                   |           | |
| 1910                                     | 1919       | M. Grimaldi                       |           | |
| 1919                                     | 1922       | Claude François Mattéi            |           | Propriétaire à Vescovato                                                                                    |
|                                          |            |                                   |           | |
| 1940                                     |            |                                   |           | Les conseils d'arrondissement ont été suspendus par la loi du 12 octobre 1940 et n'ont jamais été réactivés |
| Les données manquantes sont à compléter. |            |                                   |           | |

## Composition
Le canton de Vescovato comprenait sept communes et compte 9 142 habitants, selon la population légale de 2012.
| Communes              | Population (2012) | Code postal | Code Insee |
| --------------------- | ----------------- | ----------- | ---------- |
| Castellare-di-Casinca | 605               | 20213       | 2B077      |
| Loreto-di-Casinca     | 230               | 20215       | 2B145      |
| Penta-di-Casinca      | 3 247             | 20213       | 2B207      |
| Porri                 | 57                | 20215       | 2B245      |
| Sorbo-Ocagnano        | 789               | 20213       | 2B286      |
| Venzolasca            | 1 657             | 20215       | 2B343      |
| Vescovato             | 2 557             | 20215       | 2B346      |

## Démographie
| 1962  | 1968  | 1975  | 1982  | 1990  | 1999  | 2006  | 2011  | 2012  |
| ----- | ----- | ----- | ----- | ----- | ----- | ----- | ----- | ----- |
| 3 808 | 4 519 | 5 210 | 5 558 | 6 548 | 7 582 | 8 317 | 9 059 | 9 142 |